# Теннессийская армия в первой фазе Атлантской кампании

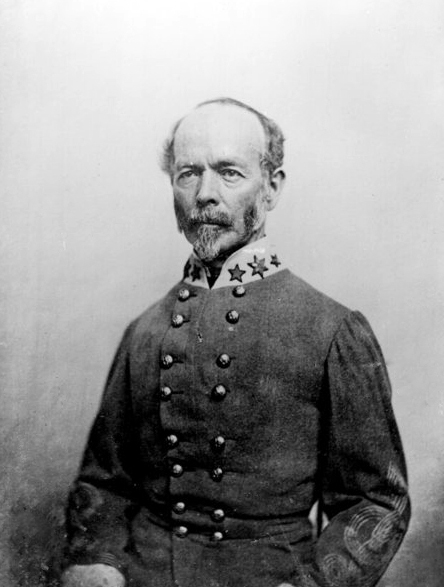
Генерал Джозеф Джонстон, главнокомандующий Теннессийской армии.

Теннесийская армия в первой фазе Атлантской кампании (с начала мая до отставки Джонстона 18 июля 1864 года) состояла из трёх пехотных корпусов и находилась под командованием Джозефа Джонстона. В апреле 1864 года перед началом кампании армия состояла из корпуса Уильяма Харди (4 дивизии) и корпуса Джона Худа (3 дивизии), общей численностью 41 279 человек. 
Ещё примерно 8 000 человек насчитывали нестроевые. Пехотная дивизия в среднем насчитывала 5 000 или 7 000 человек, что было несколько больше, чем в средней федеральной дивизии. Дивизия обычно состояла из четырёх бригад, каждая по 1500 человек. Численность полка редко превышала 300 человек.

## Тенессийская армия

### Корпус Уильяма Харди
Генерал-лейтенант Уильям Харди
Дивизия г-м Бенжамина Читема:
- бригада б-г  Джорджа Мэни[англ.]:
  - 4-й пехотный (теннессийский)
  - 1/27-й Теннессийский пехотный полк, полкокник Хьюм Филд
  - 6/9-й Теннессийский пехотный полк, полковник Джордж Портер
  - 19-й Теннессийский пехотный полк, полковник Фрэнсис Уокер
  - 41-й Теннессийский пехотный полк, подполковник Джеймс Тиллман
  - 50-й Теннессийский пехотный полк, полковник Стивен Колмс
  - 24-й Теннессийский пехотный батальон
- бригада б-г  Ото Стрэла[англ.]
  - 4/5-й Теннессийский пехотный полк
  - 24-й Теннессийский пехотный батальон, полковник Джон Уилсон
  - 31-й Теннессийский пехотный полк
  - 33-й Теннессийский пехотный полк
- бригада полковника  Джона Картера[англ.]
  - 8-й Теннессийский пехотный полк
  - 16-й Теннессийский пехотный полк
  - 28-й Теннессийский пехотный полк
  - 38-й Теннессийский пехотный полк
  - 51/52-й Теннессийский пехотный полк
- бригада б-г  Альфреда Воуна[англ.]
  - 11-й Теннессийский пехотный полк, полковник Джордж Гордон
  - 12/47-й Теннессийский пехотный полк, полковник Уильям Уоткинс
  - 29-й Теннессийский пехотный полк, полковник Горацио Райс
  - 13/14-й Теннессийский пехотный полк, полковник Майкл Мэгевни.

Дивизия г-м Патрика Клейберна:
- бригада б-г  Люциуса Полка[англ.].
  - 1/15-й Теннессийский пехотный полк, полковник Дж.В. Колкитт
  - 5-й пехотный полк, капитан Браун.
  - 2-й Теннессийский пехотный полк.
  - 35-й Теннессийский пехотный полк.
  - 48-й Теннессийский пехотный полк.
- бригада б-г  Даниеля Гована[англ.]
  - 2/24-й Арканзасский пехотный полк, полковник Элайша Уорфилд.
  - 5/13 Арканзасский пехотный полк, полковник Джон Мюррей
  - 6/7 Арканзасский пехотный полк, полковник Самуэль Смит
  - 8/19 Арканзасский пехотный полк, полковник Джордж Бокам
  - 3-й пехотный полк (он же 18-й Арканзасский), капитан Диксон
- бригада б-г Марка Лоури
  - 16-й Алабамский пехотный полк.
  - 33-й Алабамский пехотный полк, полковник Самуэль Адамс
  - 45-й Алабамский пехотный полк, полковник Харрис Лэмпли
  - 32-й Миссисипский пехотный полк, полковник Уильям Тайсон
  - 45-й миссисипский пехотный полк.
- бригада б-г Хайрема Грэнбери
  - 6-й Техасский/15-й Техасский кавалерийский спешенный, капитан Фишер.
  - 7-й Техасский пехотный полк, капитан Колетт.
  - 10-й Техасский пехотный полк, полковник Роджер Майлз
  - 17/18 Техасский кавалерийский спешенный, капитан Мэньон.
  - 24/25 Техасский кавалерийский спешенный, полковник Уилкс.

Дивизия г-м Уильяма Бейта:
- бригада б-г Томаса Смита[англ.]
  - 37-й Джорджианский пехотный полк
  - 10-й Теннессийский пехотный полк
  - 15/37-й Теннессийский пехотный полк, подполковник Дадли Фрейзер
  - 20-й Теннессийский пехотный полк.
  - 30-й Теннессийский пехотный полк.
  - 4-й Джорджианский снайперский полк
- бригада б-г Джозефа Льюиса[англ.]
  - 2-й Кентуккийский пехотный полк, полковник Джеймс Мосс
  - 4-й Кентуккийский пехотный полк,
  - 5-й Кентуккийский пехотный полк,
  - 6-й Кентуккийский пехотный полк, полковник Мартин Кофер
  - 9-й Кентуккийский пехотный полк,
- бригада б-г Джессе Финли[англ.]
  - 1/3 Флоридский пехотный полк,
  - 1-й Флоридский кавалерийский спешенный полк/4-й Флоридский пехотный полк
  - 6-й Флоридский пехотный полк, полковник Ангус Маклин
  - 7-й Флоридский пехотный полк,

Дивизия г-м Уильяма Уокера:
- бригада б-г Хью Мерсера[англ.]
  - 1-й Джорджианский (Ольмстеда) пехотный полк, полковник Чарльз Олмстед
  - 54-й Джорджианский пехотный полк.
  - 57-й джорджианский пехотный полк, полковник Уильям Баркуло
  - 63-й Джорджианский пехотный полк
- бригада б-г Стейтс Райтс Джиста[англ.]
  - 46-й Джорджианский пехотный полк.
  - 16-й Южнокаролинский пехотный полк, полковник Джеймс Маккуло
  - 24-й Южнокаролинский пехотный полк, полковник Эллисон Кэйперс
  - 8-й Южнокаролинский пехотный батальон, подполковник Закария Уоттерс
- бригада б-г Джона Джексона (расформирована 3 июля)
  - 1-й пехотный
  - 5-й Джорджианский пехотный полк
  - 47-й Джорджианский пехотный полк
  - 55-й Джорджианский пехотный полк
  - 5-й Миссисипский пехотный полк
  - 8-й Миссисипский пехотный полк, полковник Джон Уилкинсон
  - 2-й Джорджианский снайперский полк.
- бригада б-г Клемента Стивенса[англ.] (убит 20 июля)
  - 1-1 пехотный полк
  - 25-й Джорджианский пехотный полк, полковник Уильям Уинн
  - 29-й Джорджианский пехотный полк
  - 30-й Джорджианский добровольческий пехотный полк
  - 60-й Джорджианский пехотный полк, полковник Купер Нисбет
  - 26-й Джорджианский пехотный батальон
  - 1-й Джорджианский снайперский полк

Корпусная артиллерия полковника Меланхтона Смита
- батальон
- батальон
- батальон
- батальон

### Корпус Джона Худа
Генерал-лейтенант Джон Белл Худ

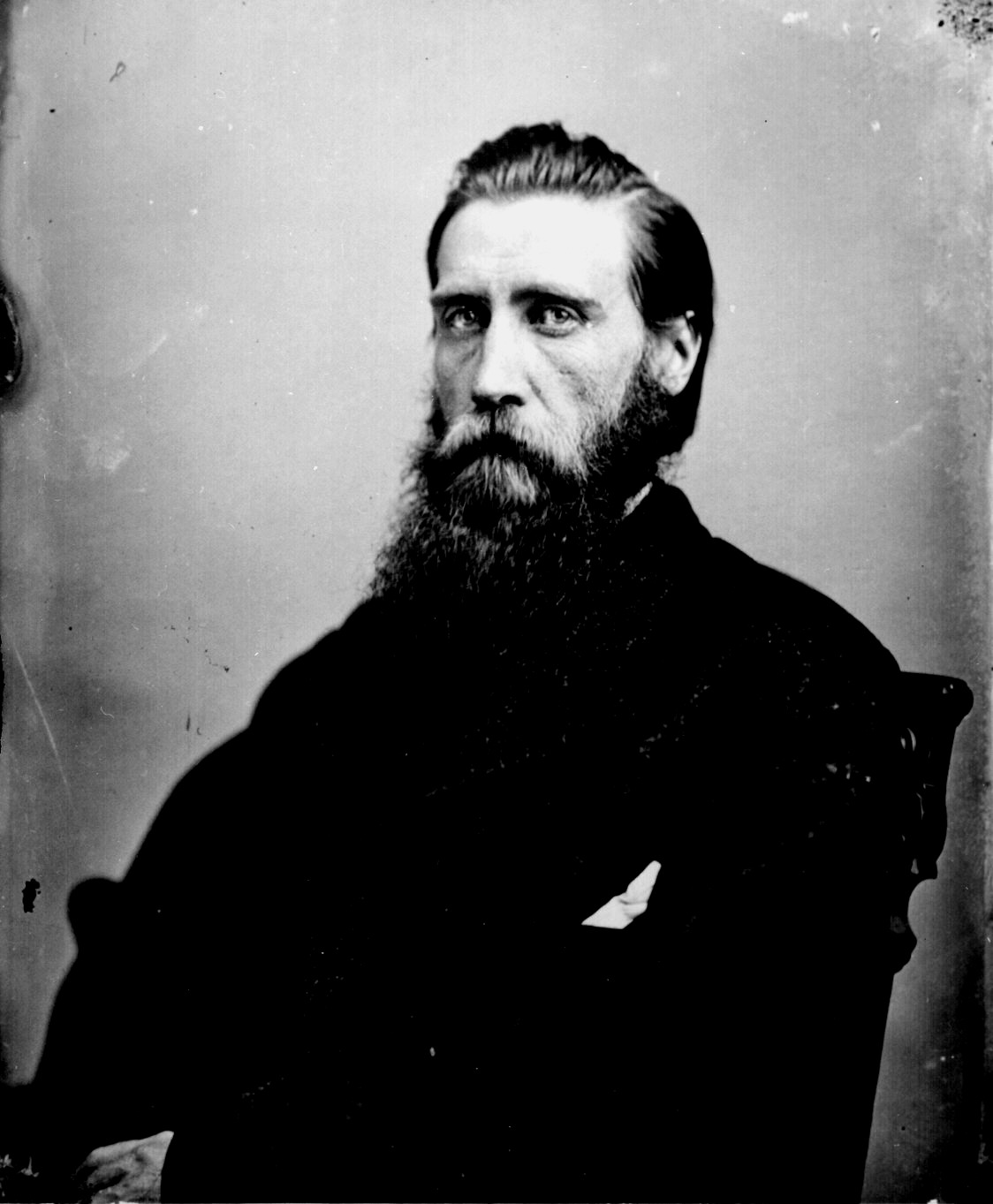
Джон Белл Худ, командир второго корпуса армии.

Дивизия г-м Томаса Хайндмана: (ранен 4 июля)
- бригада б-г  Закарии Диза[англ.]
  - 19-й Алабамский пехотный полк
  - 22-й Алабамский пехотный полк, полковник Бенжамин Харт
  - 25-й Алабамский пехотный полк
  - 39-й Алабамский пехотный полк
  - 50-й Алабамский пехотный полк, полковник Джон Голтарт
  - 17-й Алабамский снайперский полк
- бригада б-г  Закарии Мэниголта[англ.]
  - 24-й Алабамский пехотный полк, полковник Ньютон Дэвис
  - 28-й Алабамский пехотный полк
  - 34-й Алабамский пехотный полк, полковник Джулиус Митчелл
  - 10-й Южнокаролинский пехотный полк, полковник Джеймс Прессли
  - 19-й Южноваролинский пехотный полк
- бригада б-г  Эдварда Уолталла[англ.] (ранен 15 мая)
  - 24/27 Миссисипский пехотный полк, полковник Роберт Маккелвин.
  - 29/30 Миссисипский пехотный полк, полковник Уильям Брэнтли.
  - 34-й Миссисипский пехотный полк, полковник Сэмуэль Бентон, капитан Хаббард.
- бригада б-г  Уильяма Такера[англ.] (ранен при Ресаке), Джейкоб Шарп[англ.]
  - 7-й Мисисипский пехотный полк, полк. Уильям Бишоп
  - 9-й Мисисипский пехотный полк,
  - 10-й Мисисипский пехотный полк,
  - 41-й Мисисипский пехотный полк, полковник Бирд Уильямс
  - 44-й Мисисипский пехотный полк, полковник Джейкоб Шарп[англ.]
  - 9-й Мисисипский снайперский полк,

Дивизия г-м Картера Стивенсона:
- бригада б-г  Джона Брауна
- бригада б-г  Альфреда Камминга[англ.]
- бригада б-г  Александра Рейнольдса[англ.]
- бригада б-г  Эдмунда Петтуса[англ.]

Дивизия г-м Александра Стюарта(до 7 июля); г-м Генри Клейтон
- бригада б-г Марселласа Стовэлла[англ.]
  - 40-й Джорджианский пехотный полк
  - 41-й Джорджианский пехотный полк
  - 42-й Джорджианский пехотный полк
  - 43-й Джорджианский пехотный полк, капитан Хомер Ховард
  - 52-й Джорджианский пехотный полк
- бригада б-г Генри Клейтона[англ.]
  - 18-й Алабамский пехотный полк
  - 32/58-й Алабамский пехотный полк
  - 36-й Алабамский пехотный полк, полковник Льюис Вудрафф
  - 38-й Алабамский пехотный полк
- бригада б-г Рэндэлла Гибсона[англ.]
  - 1-й Луизианский регулярный полк
  - 13/20 Луизианский пехотный полк, полковник Леон фон Зинкен
  - 16/25-й Луизианский пехотный полк
  - 19-й Луизианский пехотный полк, полковник Ричард Тернер
  - 4-й Луизианский батальон
  - 14-й Луизианский снайперский полк
- бригада б-г Альфеуса Бэйкера[англ.]
  - 378-й Алабамский пехотный полк
  - 40-й Алабамский пехотный полк
  - 42-й Алабамский пехотный полк
  - 54-й Алабамский пехотный полк

Корпусная артиллерия; полковник Роберт Бекхам

### Миссисипская армия
Генерал-лейтенант Леонидас Полк (убит 14 июня); Уильям Лоринг (14 июня-7 июля); Александр Стюарт (с 7 июля)
Дивизия г-м Уильяма Лоринга:
- бригада б-г  Уинфилда Фетерстона
  - 3-й Миссисипский пехотный полк
  - 22-й Миссисипский пехотный полк
  - 31-й Миссисипский пехотный полк, полковник Маркус Стивенс
  - 33-й Миссисипский пехотный полк, полковник Джэйбз Дрейк
  - 40-й Миссисипский пехотный полк
  - 1-й Миссисипский снайперский полк
- бригада б-г  Джона Адамса[англ.]
  - 6-й Миссисипский пехотный полк, полковник Роберт Лоури
  - 14-й Миссисипский пехотный полк
  - 15-й Миссисипский пехотный полк
  - 20-й Миссисипский пехотный полк
  - 23-й Миссисипский пехотный полк
  - 43-й Миссисипский пехотный полк
- бригада б-г Томаса Скотта[англ.]
  - 27-й Алабамский пехотный полк,
  - 35-й Алабамский пехотный полк,
  - 49-й Алабамский пехотный полк,
  - 55-й Алабамский пехотный полк,
  - 57-й Алабамский пехотный полк,
  - 12-й Луизианский пехотный полк,

Дивизия г-м Самуэля Фрэнча:
- бригада б-г  Мэтью Эктора
  - 29-й Северокаролинский пехотный полк.
  - 39-й Северокаролинский пехотный полк.
  - 9-й Техасский пехотный полк, полковник Уильям Хью Янг.
  - 10-й Техасские кавалерийский спешенный
  - 14-й Техасские кавалерийский спешенный
  - 32-й Техасские кавалерийский спешенный
- бригада б-г  Фрэнсиса Кокрелла[англ.]
  - 1/4-й Миссурийский пехотный полк
  - 2/6-й Миссурийский пехотный полк
  - 3/5-й Миссурийский пехотный полк
  - 1/3-й Миссурийский кавалерийские спешенный
- бригада б-г  Клаудиуса Сирса
  - 4-й Миссисипский пехотный полк
  - 35-й Миссисипский пехотный полк, полковник Уильям Бэрри
  - 36-й Миссисипский пехотный полк
  - 39-й Миссисипский пехотный полк
  - 46-й Миссисипский пехотный полк
  - 7-й Миссисипский батальон.

Дивизия г-м Джеймса Кэнти:
- бригада б-г  Даниеля Рейнольдса[англ.]
  - 1-й Арканзасский полк конных стрелков (спешенный)
  - 2-й Арканзасский полк конных стрелков (спешенный)
  - 4-й Арканзасский пехотный полк
  - 9-й Арканзасский пехотный полк
  - 25-й Арканзасский пехотный полк
- бригада пк. Виргила Мёрфи
  - 1-й Алабамский пехотный полк
  - 17-й Албамский пехотный полк, полковник Виргил Мёрфию
  - 26-й Алабамский пехотный полк, полковник Эдвард О'Нил
  - 29-й Алабамский пехотный полк.
  - 37-й Миссисипский пехотный полк
- бригада пк. Уильяма Куорлса

Корпусная артиллерия:

## См. так же
- Теннесийская армия в сражении при Чикамоге